# My Love (제이워크의 음반)
My Love(마이 러브)는 대한민국의 남성 듀오 그룹인 제이워크의 3번째 음반이다. 이 음반에서 제이워크는 전 젝스키스 리더 은지원과 "My Love"라는 노래를 협업했다. 피처링곡 "My Love"는 일렉트로닉 리듬을 갖춘 빠른 댄스곡이다.

## 곡 목록
| #   | 제목                                       | 재생 시간 |
| --- | ------------------------------------------ | --------- |
| 1.  | 〈My Love(feat.은지원)〉                   |           |
| 2.  | 〈참 좋겠어요〉                            |           |
| 3.  | 〈아마도〉                                 |           |
| 4.  | 〈일년째 프로포즈〉                        |           |
| 5.  | 〈Focus〉                                  |           |
| 6.  | 〈추억…안녕〉                              |           |
| 7.  | 〈못된 사랑〉                              |           |
| 8.  | 〈21세기 우리들의 사랑이야기(feat. Vink)〉 |           |
| 9.  | 〈외사랑〉                                 |           |
| 10. | 〈깍지〉                                   |           |
| 11. | 〈My love (inst.)〉                        |           |

## 참고 자료
- “J-Walk Vol 3. My Love”. 《Yesasia》. 2008. 2008년 11월 28일에 확인함.